# Прамод Митал
Прамод Митал (Pramod Mittal) e индийски бизнесмен.
Председател е и управляващ директор на „Испат Индъстрис Лимитед“ (Ispat Industries Limited). Заедно с брат си Винод Митал притежават „Глобъл Стийл Холдинг“ (Global Steel Holding LTD), който е най-големият производител на стомана в света; на 15 август 2005 г. придобиват и 71 % от „Кремиковци“ АД.
Има заводи в Босна и Херцеговина, Индия, Либия, Нигерия и Филипините. Добива кокс, минерали и метали, има дейности в инфраструктурата и енергетиката.
През 2006 г. компанията „Митал Стийл“ на по-големия му брат Лакшми Митал купува за 25,4 млрд. евро най-големия европейски металургичен концерн „Арселор“ и така новата компания „АрселорМитал“ става най-големият производител на желязо в света.
На 4 декември 2006 г. Прамод Митал става мажоритарен собственик на ПФК „ЦСКА“, купувайки го от Васил Божков, но не притежава акции в клуба.
Хобита: тренира всеки ден по час йога. Привърженик е на здравословния живот и е вегетарианец. Разпуска със скуош и подводно гмуркане. Притежава завидна колекция от първокласни автомобили, включително и ретромодели.